# Luis Eduardo Pérez
Luis Eduardo Pérez (ur. 12 października 1774 w Montevideo, zm. 31 sierpnia 1841 tamże) – urugwajski polityk. Pierwszy prezydent w historii Urugwaju. Swój urząd pełnił tymczasowo w 1830. W rzeczywistości stał na czele Senatu, co ówcześnie było tożsame z funkcją głowy państwa.